# Dennis Wise
Dennis Frank Wise (Kensington, London, 1966. december 16. –) angol válogatott labdarúgó, menedzser, jelenleg a Newcastle United sportigazgatója.
Wise középső középpályásként játszott. Agresszív és versengő stílusáról volt ismert. Sikeres múltat tudhat maga mögött, játszott a Wimbledon-ban, a Leicester City-ben, a Millwallban, a Southamptonban, a Coventry Cityben, de karrierje legemlékezetesebb időszakát a Chelsea játékosaként élhette meg.

## Pályafutása

### Southampton
Wise pályafutását a Southampton neveltjeként kezdte. 1985. március 28-án, 18 évesen került a Wimbledon-hoz, ahol 5 évet töltött. Részt vett többek közt a Liverpool ellen 1–0-ra megnyert FA Kupa döntőjében 1988-ban. Ugyanebben az évben az Év játékosa lett a klubnál.

### Chelsea
1990. július 3-án csatlakozott a Kékekhez 1,6 millió font ellenében és 11 évet focizott a Chelsea-ben. A Chelsea játékosaként 445-ször lépett pályára és 76 gólt szerzett, köztük az egyik legemlékezetesebb találata az AC Milan elleni egyenlítő, amelyet 1999-ben szerzett a San Siróban. 1991–92-ben ő lett a klub házi gólkirálya 14 góllal. Wise irányította azt a csapatot, amely 1997-ben majd 2000-ben FA kupát, 1998-ban KEK-et és Ligakupát nyert. Kétszer szavazták meg az Év játékosának a csapatnál, először 1998-ban, majd 2000-ben is.
Claudio Ranieri érkezésével Dennis Wise-nak véget ért hosszúnak mondható karrierje a Chelsea-ben, mivel az olasz tréner arra törekedett, hogy csökkentse a csapat átlagkorát.
Chelsea-s korszakát elfakították a fegyelmi problémák és a gusztustalan incidensek. 1995-ben elítélték amiatt, hogy megtámadott egy londoni taxisofőrt és három hónapos börtönbüntetést kapott, de később felmentették. 1999 áprilisában azzal vádolták, hogy megharapta Marcelino Elenát, az RCD Mallorca játékosát és az 1998–99-es szezonban 15 mérkőzésre felfüggesztették a játékjogát.

### Leicester City
2001. június 25-én eladták a Leicester City-nek 1,6 millió fontért. Itt csupán egy évet töltött, hiszen egy nyári verekedés során eltörte egyik játékostársa állkapcsát.

### Milwall
2002. szeptember 24-én került a Millwall csapatához. Itt egy évet játékosként, majd játékos-menedzserként töltött, de még ekkor is pályára lépett. 2004-ben játszotta 5. FA-kupa döntőjét, de a Millwall alul maradt a Manchester Uniteddel szemben. A csapat azonban indulhatott a 2004–2005-ös UEFA-kupában, ahonnan az első fordulóban a Ferencváros verte ki. Wise az Üllői úti stadionban gólt szerzett.

### Pályafutásának vége
2005 nyarán, rá 20 évvel, hogy elhagyta a Southamptont, visszaigazolt oda. Egy év alatt 11 meccsen 1 gólt szerzett. 2006-ban még egy rövid időre megfordult a Coventry City-ben, majd 2006 nyarán visszavonult.

## Edzői pályafutás

### Swindon Town
Nem sokkal később Gus Poyet-el együtt a Swindon Town menedzsere lett, majd pár hónappal később elfogadta a Leeds United FC ajánlatát, de a klubot pár ő sem tudta bent tartani a másodosztályban.

### Newcastle
2008. január 29-én került a Newcastle Unitedhez. A vezérigazgató tanácsnoka, és játékos-megfigyelő lett a "Szarkáknál".